# Creobroter sumatranus
Creobroter sumatranus es una especie de mantis de la familia Hymenopodidae.

## Distribución geográfica
Se encuentra en Java, Perak y Sumatra.